# Étienne Perier (1644-1726)
Ne doit pas être confondu avec Étienne Périer ou Étienne de Perier.
Pour les autres membres de la famille, voir Famille de Perier.
Étienne Perier ou Étienne de Perier, né le 29 mars 1644 au Havre et mort le 30 novembre 1726 dans la même ville, est un armateur, marchand, capitaine de vaisseau et de port.

## Biographie

### Famille
Étienne Perier est issu de la famille de Perier. Né au Havre le 29 mars 1644, il est fils de Jean Perier (1596-1647), capitaine de navires au commerce, et d'Anne Le Dentu (1613-1645). Son grand-père paternel est David Perier († 1644), maître de heux au Havre.
Marié le 1er mai 1684 à Brest avec Marie de Launay († 1693), fille de Michel de Launay, marchand de vin, et de Marguerite Le Run, il est père de:
- Étienne de Perier, dit « Perier l'Aîné » (1686-1766) gouverneur de Louisiane, grand-croix de Saint-Louis et lieutenant-général des armées navales;
- Antoine Alexis Perier de Salvert, dit « Perier le Cadet » (1691-1757), chef d'escadre, commandeur de Saint-Louis et directeur du Dépôt des cartes et plans de la Marine.

### Carrière

#### Premières armes
Perier commence à servir en 1654, comme volontaire sur des vaisseaux armés de la Compagnie des Indes.
Armateur et marchand au Havre, il entre au service de la marine de guerre en 1665, alors que Colbert cherche à recruter des cadres. Placé sous les ordres de François Panetié, il est chargé de protéger le cabotage des corsaires ennemis. Ce dernier se voit confier l'Hirondelle, frégate de 26 canons et 200 hommes d'équipage. Jusqu'en 1677, il fait toutes les campagnes de l'époque sous les ordres de Panetié.

#### Guerre de Hollande

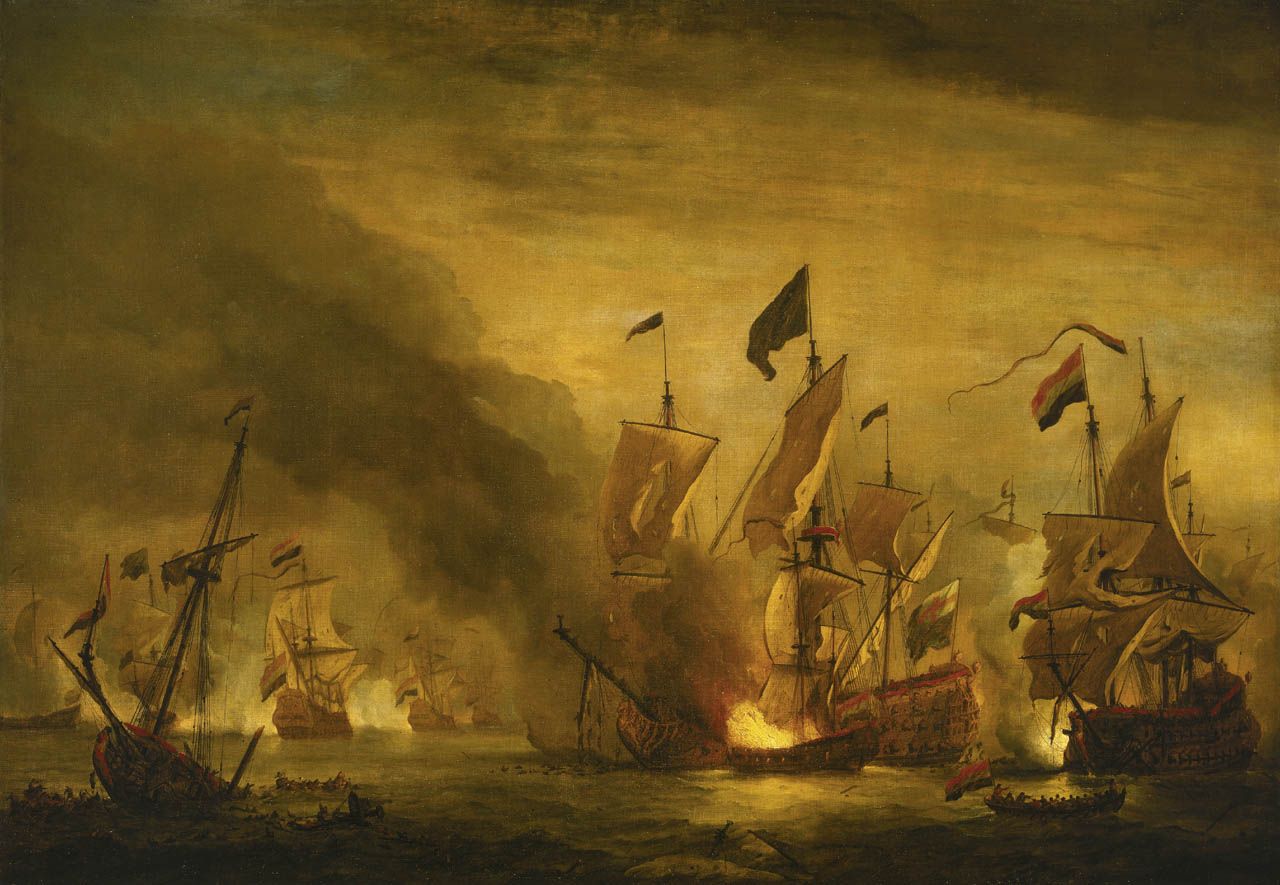
Bataille de Solebay, le 7 juin 1672.

Il est à la bataille de Solebay, le 7 juin 1672, au sein de la flotte combinée franco-anglaise placée sous les ordres de Jacques Stuart et d'Abraham Duquesne. Il se trouve sur l'Heureux, 50 canons.
Le 10 septembre 1672, sur l'Alcyon, il croise au large de Yarmouth, pour y protéger les navires de pêche français.

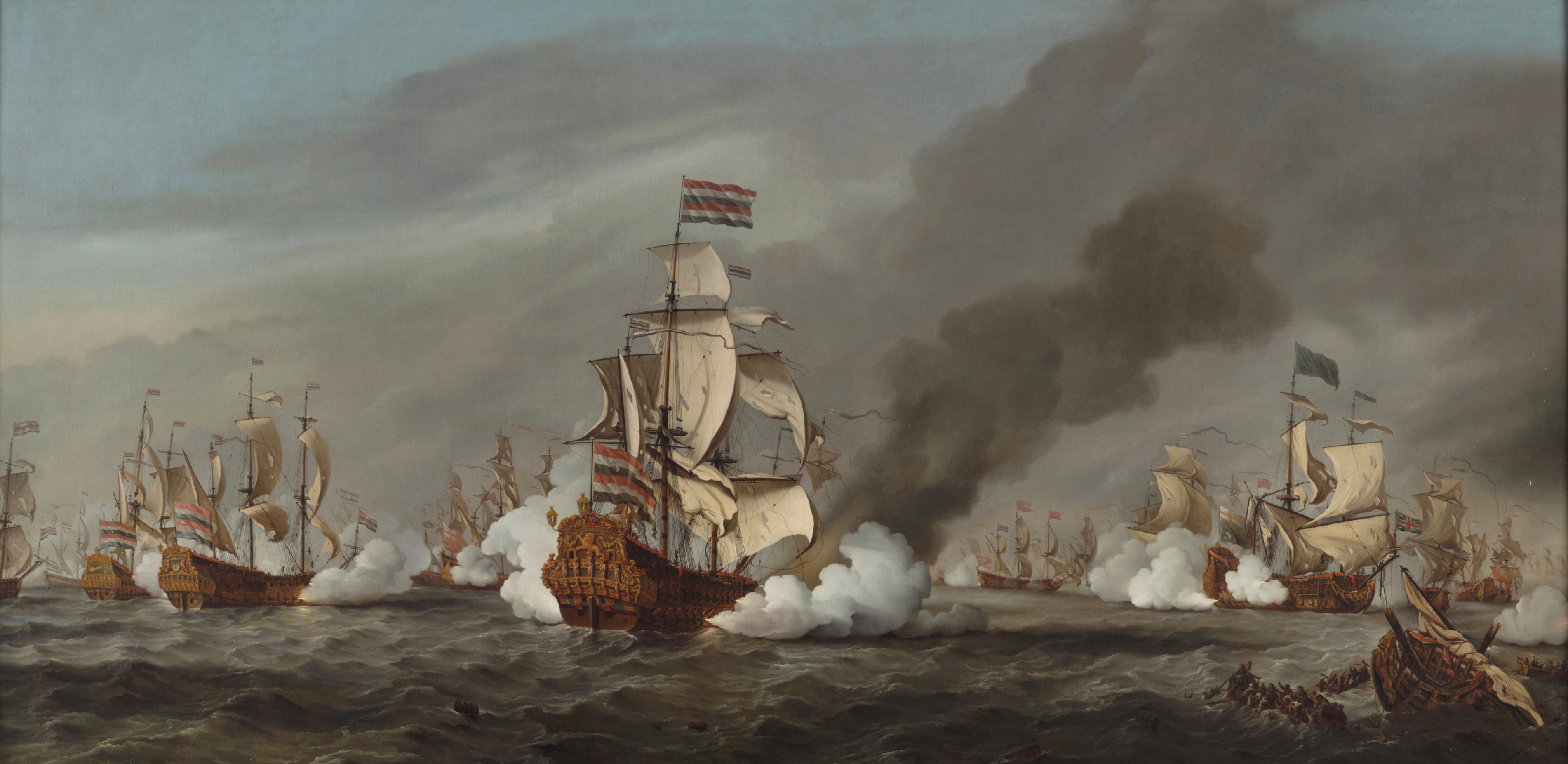
La bataille du Texel, le 21 août 1673.

Le 21 août 1673, à bord du Précieux, il est à la bataille du Texel au sein de la flotte franco-anglaise conduite par le Prince Rupert et le comte d'Estrées. Il passe ensuite sur l'Invincible.
En 1675, son capitaine, Panetié, est chargé de lutter contre les corsaires hollandais au large de Dunkerque : Perier assiste à la capture de l'un d'eux, qui est coulé étant jugé irrécupérable. Cette même année, il compte déjà parmi les corsaires réputés qui se signalent dans la lutte à outrance contre la marine hollandaise.

De 1676 à 1678, il prend part à la campagne de Jean II d'Estrées dans les Antilles. Le vice-amiral est chargé de rétablir la situation dans les Antilles, contre les Hollandais. Avec dix vaisseaux, deux frégates et trois barques longues, il est chargé de reprendre Cayenne, de ruiner Surinam et, avec l'appoint des contingents des Antilles, d'attaquerTobago et Curaçao . 

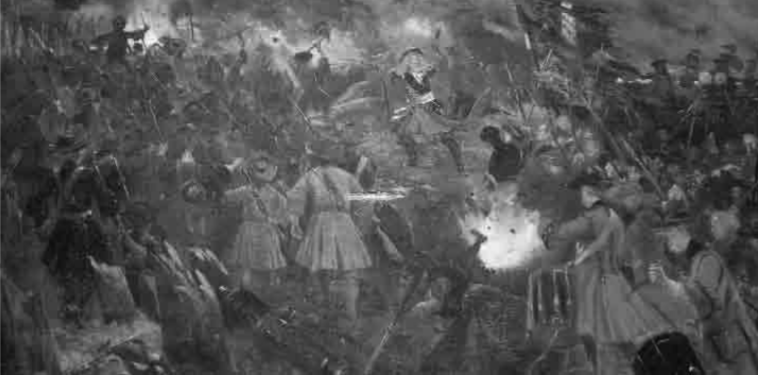
Attaque du fort Saint-Michel en 1676.

Lieutenant sur la Fée, il prend part le 21 décembre 1676 aux combats de terre lors de la prise de Cayenne, en Guyane.
Après la prise de la ville, la Fée est envoyée avec une barque longue pour entrer dans l'Approuague et y ruiner les établissements hollandais. Mais la Fée n'y peut entrer à cause du fond et de la crainte de toucher. Le sieur Bourdet, qui la commande, joint à la barque longue sa chaloupe armée de 30 à 40 hommes, aux ordres de Perier son lieutenant. Perier remonte le fleuve en chaloupe, en pleine nuit. Une galiote hollandaise de 80 à 100 tonneaux, servant de magasin, qui se trouve aussi dans le fleuve, tire quelques coups de canon de loin. Mais cette dernière fuyant en remontant le cours d'eau, son équipage trouve le temps de décharger une partie des biens à bord, avant de prendre la fuite dans un canot. Perier se rend maître de la galiote. Mais il ne parvient pas à retrouver l'emplacement de la colonie hollandaise, la nuit étant profonde, et personne ne connaissant ni ce fleuve, ni ses rives.
En 1677, après 12 ans de service en commun, il est soustrait aux ordres de François Panetié, et se voit remettre le commandement de la flûte le Dromadaire, de 36 canons et de 60 hommes d'équipage.
Le 19 janvier 1677, l'escadre est à la Martinique. D'Estrées y convoque les volontaires de la Guadeloupe, Saint-Christophe, et de la Tortue pour livrer à son adversaire une bataille décisive, Binckes, qui est à Tobago.
Il prend part à la bataille de Tabago le 3 mars 1677. Cette même année, il est fait lieutenant de frégate au Havre.

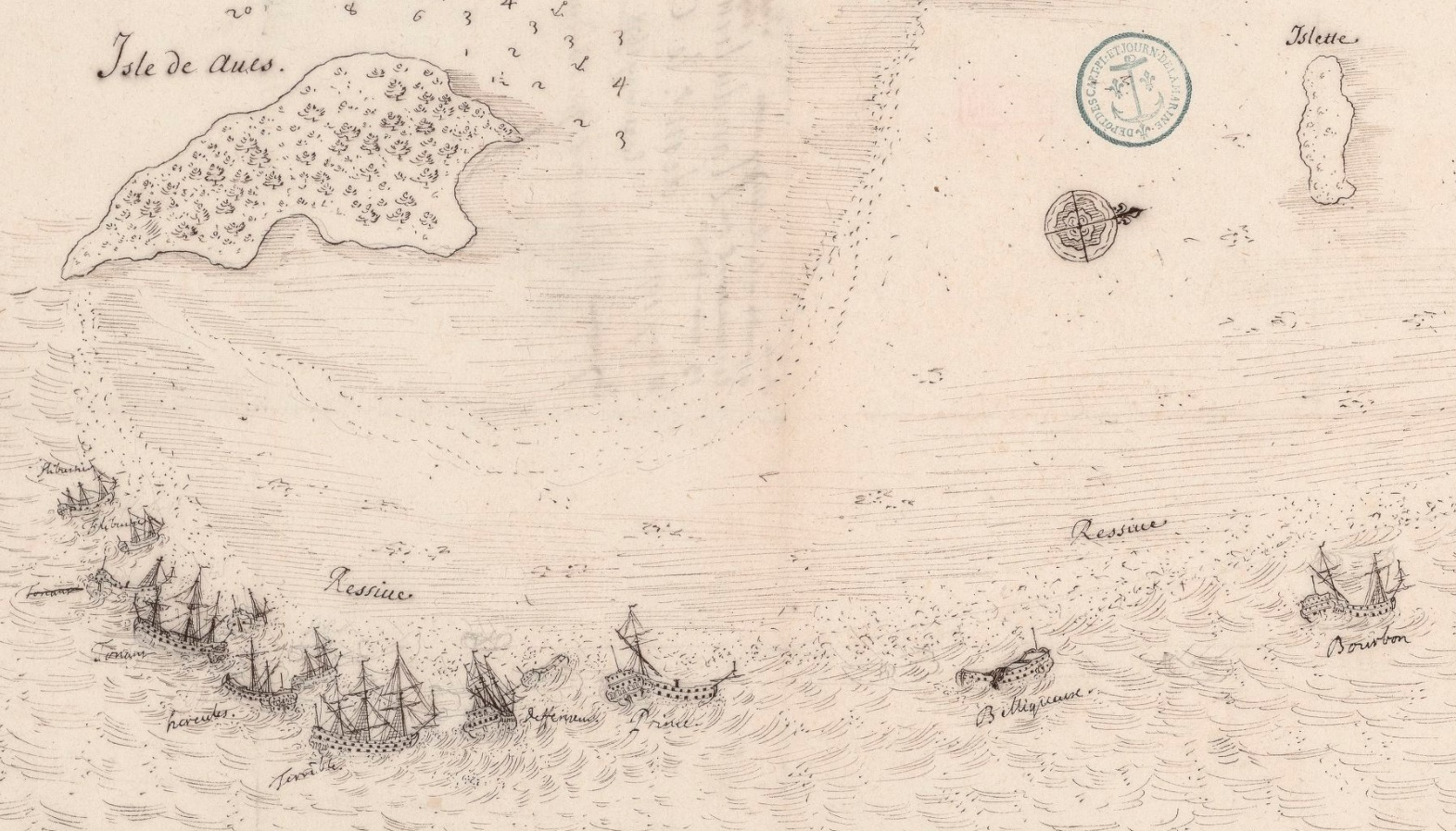
Plan du naufrage des îles d'Aves le 11 mai 1678.

La campagne se termine tragiquement par le naufrage total de l'escadre sur l'île d'Aves, le 11 mai 1678. Perier commande alors la flûte le Dromadaire, qui s'échoue le lendemain du 12 mai.

#### Guerre de la Ligue d'Augsbourg
En 1689, au début de la guerre de la Ligue d'Augsbourg, il se rend maître de plusieurs vaisseaux ennemis à l'abordage. Il est blessé alors qu'il fait « sauter en l'air » un garde-côte anglais de 40 canons. En récompense, il est nommé lieutenant de vaisseau.
En 1692 à Dunkerque, Perier obtient le commandement de quatre barques longues pour renforcer le convoi des flottes. Chargé d'inspecter les côtes d'Angleterre par Tourville, il prend à l'abordage un navire hollandais de 36 canons. C'est à Dunkerque qu'il rencontre Jean Bart, dont il devient le « grand ami ».
En 1694, il commande une batterie de la marine à Dieppe.
Renvoyé à Dunkerque la même année, il sert avec distinction pendant la tentative de bombardement,, par les Anglais et les Hollandais.
En 1695, il est envoyé en expédition dans le Nord et sur les côtes d'Écosse.
Durant ces deux guerres, il obtient divers commandements de frégates et de vaisseaux, tant à la prise de Cayenne et de l'île de Tobago, que dans les expéditions faites aux Antilles, aux Indes et au Siam. Dans ces campagnes, il essuie 22 combats et reçoit 2 blessures.
Capitaine de vaisseau en 1703, il devient capitaine du port du Havreen 1711 et chevalier de Saint-Louis en 1712,.
En octobre 1726, Perier sollicite des lettres patentes d’anoblissement. Elles lui sont expédiées par Louis XV depuis Fontainebleau. Celles-ci font état de « ses longs et importants services » et de sa carrière longue « de plus de cinquante années en qualité de volontaire, de lieutenant de frégate, de vaisseau et de capitaine de vaisseau »,,. Ayant pris part à 22 combats, il a été blessé deux fois.
Mort le 30 novembre 1726 au Havre à l'âge de 82 ans, Perier est inhumé le 2 décembre en l'église Saint-François. Son acte d’inhumation précise : « Messire Estienne Perier, écuyer, chevalier de l'ordre militaire de St Louis, capitaine des vaisseaux du roi et du port du Havre de Grace ».

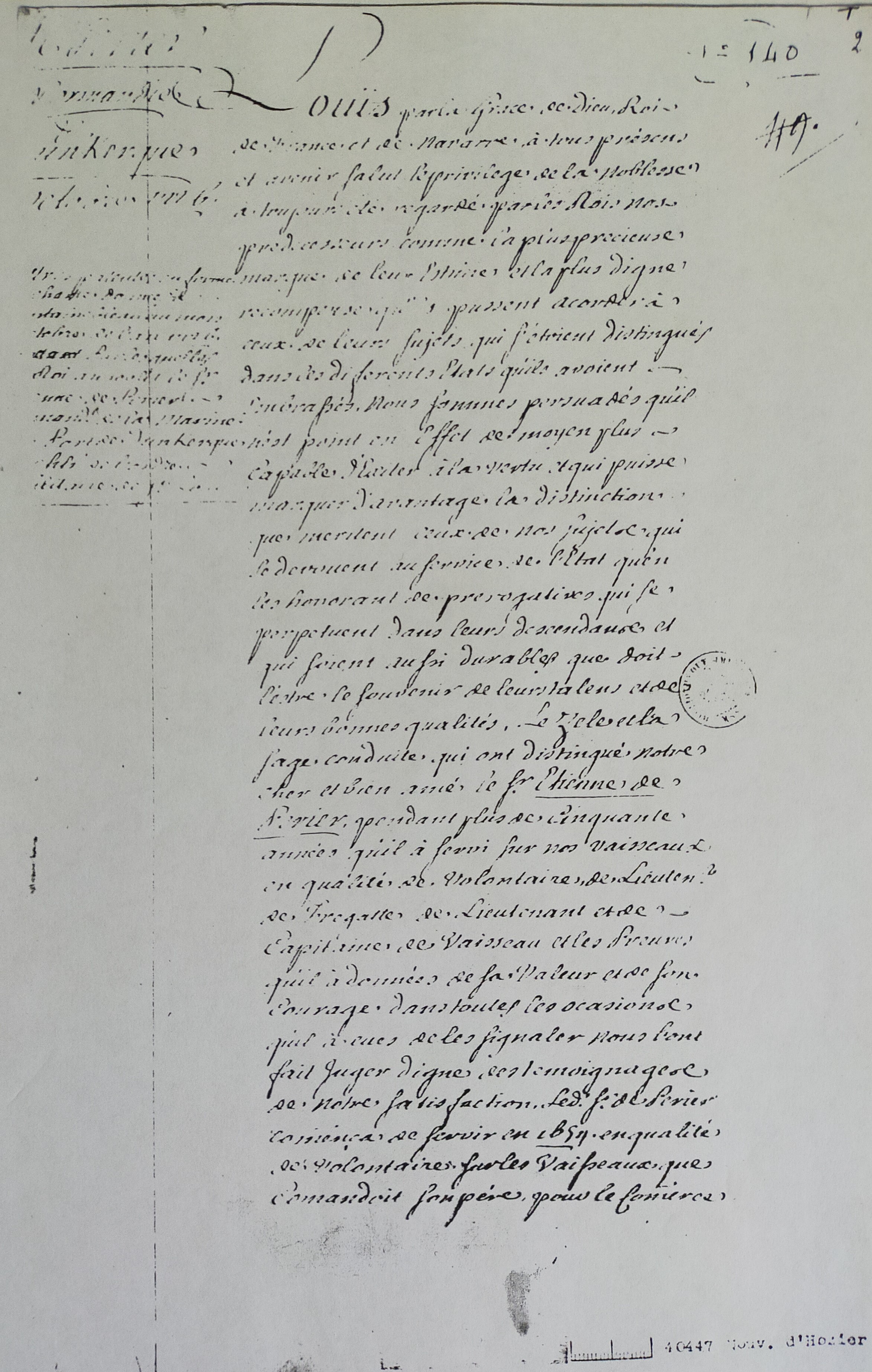
Copie de la première page des lettres patentes accordées à Étienne de Perier (1644-1726) par Louis XV en 1726.